# ワードマシン
ワードマシン（ワード指向マシン）とは、メモリのアドレス付けがバイト等の小さめの単位ではなく、12ビット、16ビット、36ビット等のワード単位で（ワードアドレッシング）、ワード単位の演算を得意とするコンピュータのこと。System/360でバイトマシンが標準になる前は、科学技術計算用のコンピュータにはワードマシンが多かった。これに対し、字単位の処理を得意とするコンピュータをキャラクタマシンと言う。
代表的なコンピュータとしては、以下がある。
- 黎明期のコンピュータ
  - EDSACなど多数
- メインフレーム
  - NEC ACOS-6シリーズ（36ビット = 1ワード）
  - Bull NovaScale 9000シリーズ（OSはGCOS。36ビット = 1ワード）
  - ユニシス ClearPath Plus Server （2200/IX系）（OSはOS2200。36ビット = 1ワード）
- ミニコンピュータ
  - MSシリーズ
  - DEC PDP-8
  - IBM 1130、IBM 1800
- マイクロプロセッサ
  - パナファコム L-16A(MN1610) など
- その他
  - 情報処理技術者試験で出題される架空のコンピュータ COMET（16ビット）